# Montrécourt
Montrécourt è un comune francese di 234 abitanti situato nel dipartimento del Nord nella regione dell'Alta Francia.
Il territorio comunale è bagnato dal fiume Selle.

## Società

### Evoluzione demografica
Abitanti censiti